# 满洲国蒙政部

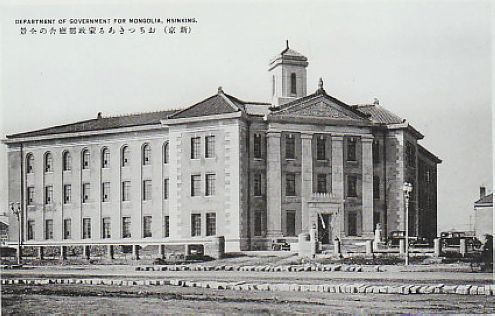
满洲国蒙政部

蒙政部负责掌理满洲国西部内蒙古地区的旗务及一般行政，于1934年11月由兴安总署升级而成。1937年5月撤销，机构降格为兴安局。
蒙政部管辖兴安各省24旗，吉林省1旗，滨江省1旗，龙江省2旗，热河省6旗，锦州省2旗。
- 总务司：司长关口保（日本人）
  - 文书科
  - 人事科
  - 经理科
  - 调查科
- 民政司：司长寿明阿
  - 行政科
  - 财务科
  - 警务科
  - 文教科
- 劝业司：司长永岛忠稻
  - 工商科
  - 农矿科
  - 畜产科

## 历任蒙政部大臣
- 齊默特色木丕勒（1934年12月1日-1937年5月7日）
- 張景惠（兼任）（1937年5月7日-1937年7月1日）

## 建筑
蒙政部大楼位于新京市兴仁广场（今长春市人民大街与解放大路交汇处）的西南方。
大楼建于1935年，由满洲国国务院总务厅需用处设计，大仓土木株式会社施工，采用钢筋混凝土框架结构，地下一层，地上三层，建筑面积6000余平方米。大楼平面呈L型，楼体拐角处做切角展开处理，并以此作为立面构图的中心：底部设正门，上部为方形半隐柱支撑的龙纹浮雕三角墙，楼顶设重檐四角攒尖顶塔楼。
蒙政部撤销后，该楼先后由满洲国国务院内务局、水利电气建设局、官用需品局等机关使用。上世纪八十年代成为长春市人大常委会及市政协的驻地，1994年5月大楼被爆破拆除。